# Індейк (Південно-Західна Фрисландія)
Індейк (нід. Indijk, фриз. Yndyk) — село в нідерландській провінції Фрисландія. Входить до муніципалітету Південно-Західна Фрисландія.
Його площа становить 7,91км², а населення станом на 2021 рік складало 115 осіб.

## Історія
Перша згадка про населений пункт датується 1449 роком. Індійк розвивався в пізньому середньовіччі вздовж річки Ей.
У 1497 році церкву спалили солдати. У 1520 році село зруйнували шеринги. Було збудовано новий костел, але до 1720 року він перетворився на руїну, а згодом був знесений. Натомість на цвинтарі поставили дзвіницю. У 1949 році вона була зруйнована буревієм і відбудована у 1956 році.
У 1840 році в Індійку проживало 65 осіб. До 2011 року село входило до гміни Вимбріцерадієль.